# 鼠鸟属
鼠鸟属为鼠鳥目鼠鸟科的一个属。本屬鳥類分佈於整個非洲大陸，目前下屬4個物種。

## 命名歷史
該屬是由法國動物學家马蒂兰·雅克·布里松於1760年建立的屬。其模式種根據重名關係而指定為白背鼠鸟。屬名有兩種可能的來源，一種被認為與寒鴉屬有關；另一種則是來自古希臘語（意指「護套、刀鞘」），與本屬鳥類較長的尾巴有關。

## 下属物种
本属包括以下物种：
- 斑鼠鸟 Colius striatus Gmelin, JF, 1789
- 白头鼠鸟 Colius leucocephalus Reichenow, 1879
- 红背鼠鸟 Colius castanotus Verreaux, J & Verreaux, É, 1855
- 白背鼠鸟 Colius colius (Linnaeus, 1766)